# Очкинское сельское поселение
Очкинское се́льское поселе́ние — муниципальное образование в Глазуновском районе Орловской области Российской Федерации.
Административный центр — село Архангельское.

## История
Статус и границы сельского поселения установлены Законом Орловской области от 25 октября 2004 года № 431-ОЗ «О статусе, границах и административных центрах муниципальных образований на территории Глазуновского района Орловской области».

## Население
| 2010 | 2012 | 2013 | 2014 | 2015 | 2016 | 2017 |
| ---- | ---- | ---- | ---- | ---- | ---- | ---- |
| 985  | ↘965 | ↘943 | ↘925 | ↘909 | ↘901 | ↘876 |
| 2018 | 2019 | 2020 | 2021 | 2023 |      |      |
| ↗891 | ↘874 | ↘872 | ↘735 | ↗737 |      |      |

## Состав сельского поселения
| №  | Населённый пункт | Тип населённого пункта       | Население |
| -- | ---------------- | ---------------------------- | --------- |
| 1  | Александровка    | деревня                      | 15        |
| 2  | Архангельское    | село, административный центр | ↘235      |
| 3  | Васильевка       | деревня                      | ↗323      |
| 4  | Глазуново        | деревня                      | 23        |
| 5  | Ильинское        | деревня                      | 6         |
| 6  | Никольское       | деревня                      | ↗218      |
| 7  | Очки             | деревня                      | ↗38       |
| 8  | Садовый          | посёлок                      | 4         |
| 9  | Соревнование     | посёлок                      | ↗126      |
| 10 | Хитрово          | деревня                      | 0         |
| 11 | Щербатово        | деревня                      | 1         |